# Wąsosz Konecki
Wąsosz Konecki – przystanek kolejowy w Wąsoszu, w województwie świętokrzyskim, w Polsce. Na stacji zatrzymywały się pociągi jeżdżące na trasie ze Skarżyska-Kamiennej do Opoczna, Tomaszowa Mazowieckiego. Od 1 sierpnia 2009 roku ruch na tej trasie został zawieszony, a 12 grudnia 2021 roku został przywrócony.
Przystanek znajduje się na terenie Lasów Koneckich.

## Ruch pasażerski
| Rok  | Wymiana pasażerska na dobę |
| ---- | -------------------------- |
| 2017 | –                          |
| 2022 | 0-9                        |